# Ranunculus macrotis
Ranunculus macrotis är en ranunkelväxtart som beskrevs av T. Brodtbeck. Ranunculus macrotis ingår i släktet ranunkler, och familjen ranunkelväxter. Inga underarter finns listade i Catalogue of Life.